# Moorea
Moorea (en tahitiano: Mo’orea) antiguamente también llamada Aimeho o Eimeo (Cook), Santo Domingo (Boenechea) e Isla York (Wallis), es una isla volcánica del grupo de las Islas de Barlovento en el archipiélago de la Sociedad en la Polinesia Francesa. A tan sólo 17 km al noroeste de Tahití es denominada a veces como «la isla hermana».
El nombre de Moorea quiere decir 'lagarto dorado'. Una leyenda explica que un lagarto gigante partió con la cola las dos bahías al norte. Estas bahías son las de Opunohu y la de Cook o Paopao. Curiosamente James Cook en 1777, ancló en la bahía de Opunohu y no a la de Paopao. El mirador de Belvedere (o Roto Nui) es un punto de atracción con espléndidas vistas a las dos bahías.

## Historia

### Prehistoria
Según recientes pruebas arqueológicas, las Islas de la Sociedad fueron probablemente colonizadas desde Samoa y Tonga hacia el año 200 d. C.
En los valles cerrados surgieron nueve principados tribales, que a su vez se subdividieron en clanes individuales. La sociedad estratificada se caracterizaba por un liderazgo jerárquico cuya élite combinaba tanto el poder político como el religioso. Las principales familias de Moorea permanecieron vinculadas por matrimonio y parentesco durante siglos con las de la vecina isla de Tahití. Estas conexiones dieron lugar a importantes alianzas, pero en otras ocasiones también fueron fuente de sangrientos conflictos.
Las intensas investigaciones sobre el valle de Opunohu, que continúan hasta hoy, iniciadas por Kenneth P. Emory en la década de 1920 y continuadas en la de 1960 por el arqueólogo Roger C. Green, de la Universidad de Auckland, ofrecen una imagen ejemplar de la evolución de la sociedad mooreana. La interacción entre el aumento de la densidad de población y la modificación del medio ambiente por parte de los seres humanos dio lugar a importantes cambios en la forma de la sociedad.
La llamada fase Pre-Atiro'o, anterior al año 1000 d. C., se caracteriza por un amplio desbroce y cultivo de las laderas del valle, que al final del periodo ya había provocado la erosión y la formación de suelos aluviales. La sociedad aún no estaba estratificada, sino que era relativamente homogénea.
En el periodo Atiro'o (1000-1650 d. C.), se construyeron terrazas de cultivo artificiales en las laderas y sencillos edificios de piedra, como el Marae Tapauruuru. Los restos de casas rectangulares (fare haupape) y las de planta ovalada alargada (fare pote'e), reservadas a la élite del poder, indican una forma de sociedad estrictamente estratificada y jerarquizada.
El periodo posterior de Marama (1650-1788 d. C.) está marcado por la conquista del valle de Opunohu por los jefes (ariki) de la tribu Marama, originalmente asentada en la costa, que lograron unir a todos los demás clanes del valle bajo su dominio. Además de un nuevo aumento de la población, en esta fase también se observa una animada actividad de construcción de edificios de culto representativos -grandes marae al estilo de una pirámide escalonada-. Hacia el final de este periodo, el valle de Opunohu se convirtió en un refugio para los Ariki que se resistían a la influencia europea

### Descubrimiento e influencia europea

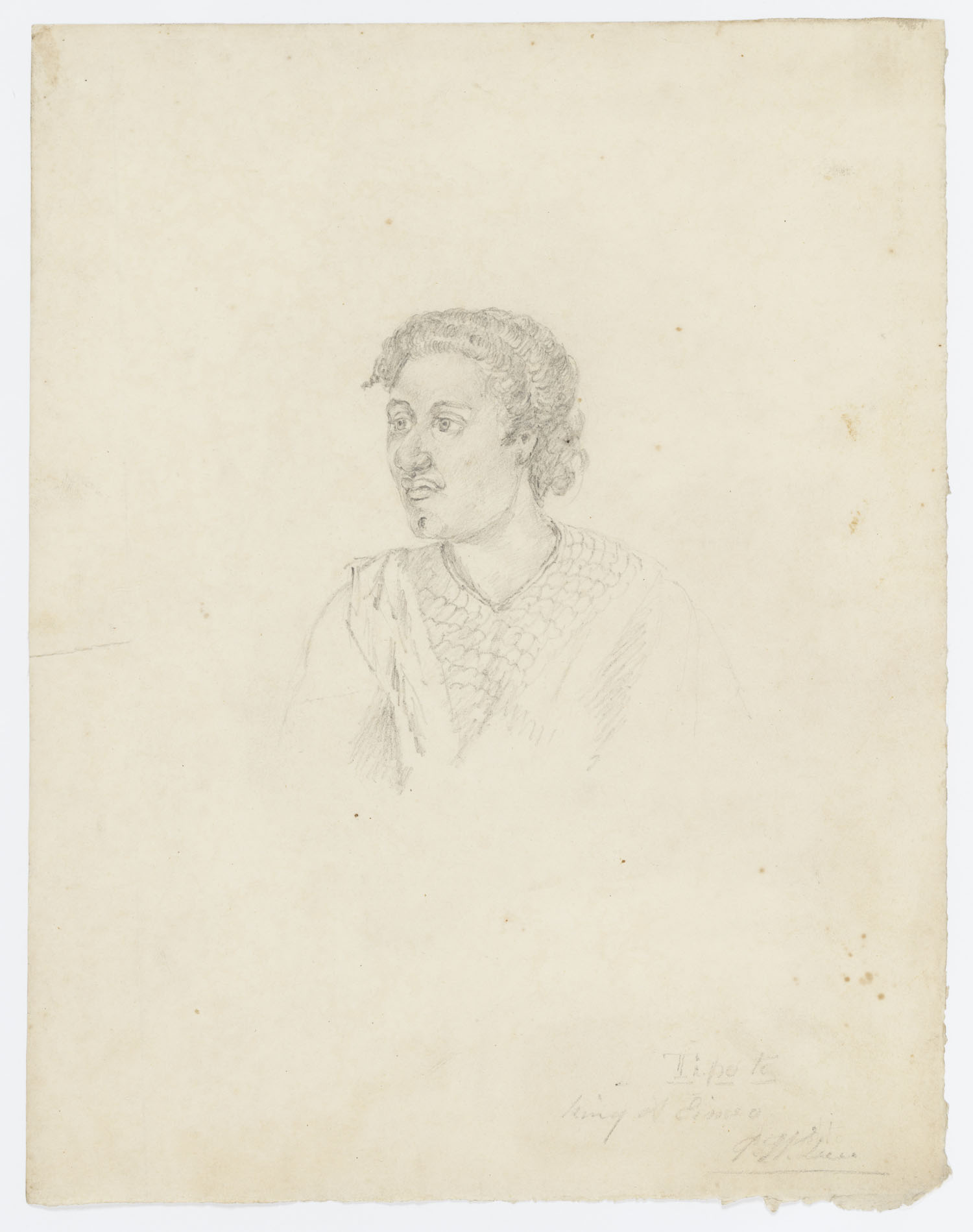
Rey de Eimeo (Actual Moorea) en un dibujo de 1802

Samuel Wallis fue el primer europeo que avistó la isla y la bautizó como York Island en junio de 1767.
Para ampliar la esfera de influencia española, el rey Carlos III ordenó expediciones al Pacífico Sur. El gobernador de Chile y virrey del Perú Manuel d'Amat i de Junyent (1704-1782) envió a Domingo de Boenechea con la fragata El Águila, que llegó a Moorea en 1772. Llamó a la isla Santo Domingo y tomó posesión de ella para España. Sin embargo, la anexión no tuvo consecuencias políticas permanentes.
James Cook visitó Moorea en 1777 durante su tercer viaje. Sin embargo, ancló con los barcos Resolution y Discovery no en la Bahía de Cook, que lleva su nombre, sino en la vecina Baye d'Opunohu. Surgió un conflicto con los habitantes por un pequeño robo, durante el cual los soldados marítimos de Cook destruyeron algunas canoas y chozas en represalia.
En 1792, el rey Pomaré I de la vecina Tahití conquistó Moorea con la ayuda de armas de fuego europeas y se declaró señor de la isla. Su sucesor Pomaré II continuó las guerras para consolidar el dominio de su dinastía en Tahití a partir de 1803, pero fue derrotado en 1808 y huyó a Moorea, donde permaneció hasta 1811. Con él llegaron misioneros protestantes de la London Missionary Society. En 1812, Pomaré II fue bautizado, un paso de extraordinaria importancia para la cristianización de las Islas de la Sociedad. Posteriormente, en 1815, el sacerdote principal de Oro se convirtió a la fe cristiana y quemó todos los ídolos del Marae Papetoai, una importante plataforma de culto en la costa norte de Moorea. Los misioneros destruyeron por completo el lugar de culto y construyeron una iglesia octogonal en el lugar del ritual tabú que aún se mantiene en pie, se dice que es la iglesia más antigua de la Polinesia. Este éxito atrajo la rápida conversión de toda la población de Moorea.

La isla permaneció bajo la influencia de Tahití. El 9 de septiembre de 1842, el contralmirante francés Abel Aubert Dupetit-Thouars proclamó el protectorado provisional de Francia sobre las Islas de la Sociedad. En noviembre de 1843, los acuerdos fueron confirmados por un tratado con la reina Pomaré IV y también fueron reconocidos formalmente por Francia en 1844. Su hijo Pomaré V abdicó el 29 de junio de 1880. Como resultado, todo el archipiélago de las Islas de la Sociedad cayó finalmente en manos de Francia, y Moorea se convirtió en una colonia francesa.

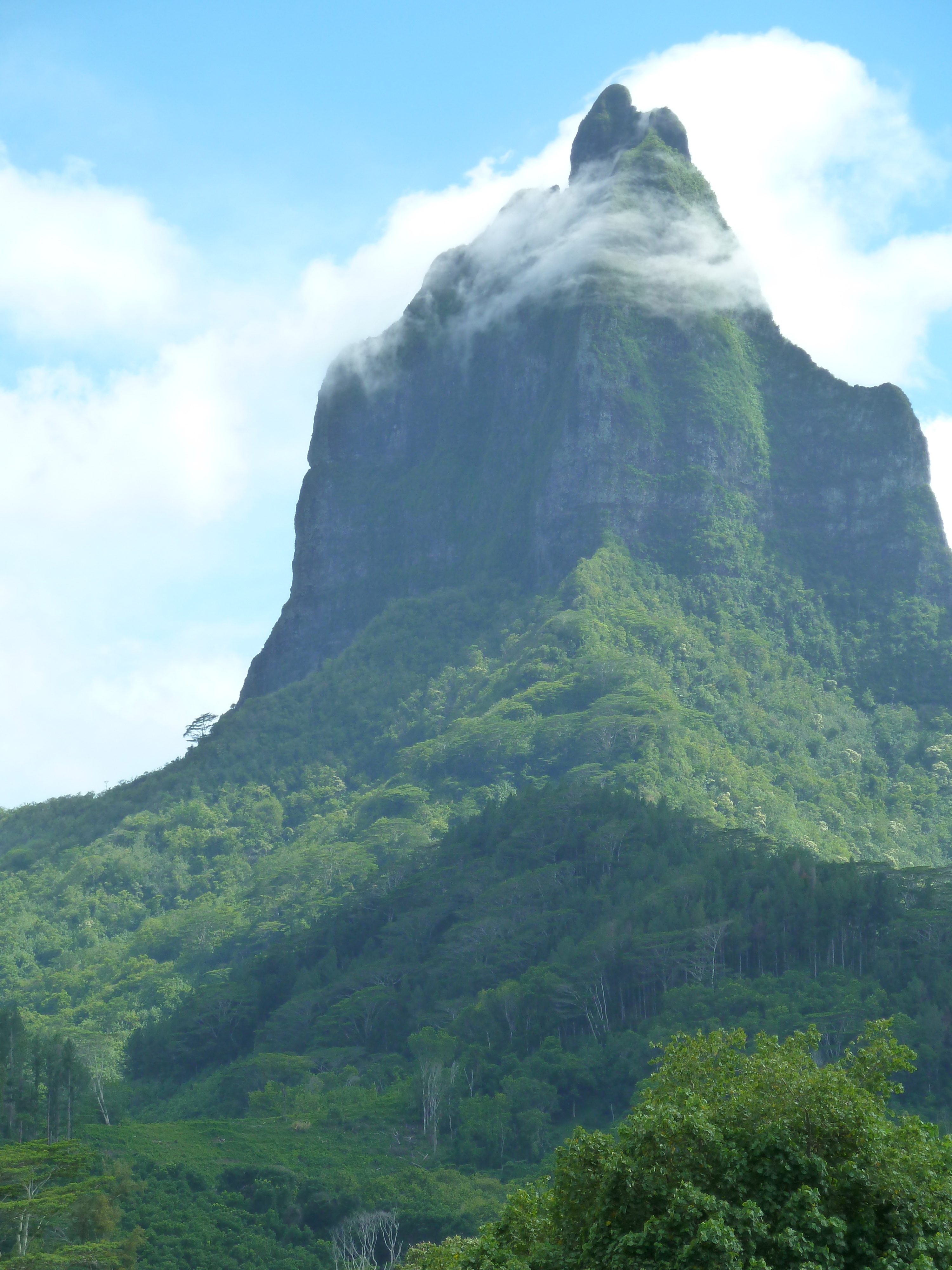
Mt Tohivea, Moorea

## Geografía
La superficie total es de 134 km², y la altitud máxima es de 1.207 m en el Monte Tohiea. La isla tiene un perfil montañoso, con sus vertientes cubiertas de plantaciones de piña, aguacates y pomelos. Además de las dos grandes bahías, tiene ocho valles que forman una estrella. Otra leyenda dice que la isla es un pulpo. Está rodeada de una laguna con playas de arena.
Este perfil rocoso y escarpado, presente constantemente a poniente de Tahití, hizo que el escritor norteamericano William Sommerset Maugham, en el libro The Moon and Sixpence (1919), la describiera como una Montserrat del Pacífico.

### Geología
Moorea es un atolón cuya isla principal está formada principalmente por rocas ígneas. La isla, al igual que la vecina Tahití, se formó como parte de la "Cadena de la Sociedad" a partir de un punto caliente de la Placa del Pacífico y tiene entre 1,5 y 2 millones de años. El arrecife cerrado rodea toda la isla, pero tiene varios pasos navegables. El arrecife está relativamente cerca de la isla, por lo que Moorea sólo ha formado una estrecha laguna.

### Clima
Moorea se encuentra en el cinturón tropical de la Tierra. El clima es tropical-cálido y muy húmedo, lo que favorece la exuberante vegetación de la isla. La temperatura media oscila entre 28 y 30 °C, con poca diferencia entre los distintos meses. Los meses más lluviosos son de diciembre a febrero, los meses (de invierno) de julio a septiembre son más secos. Hay un viento constante que modera las temperaturas. Sin embargo, no se puede descartar un ciclón ocasional. En la temporada 1982/83, hubo una serie de ciclones en las Islas de la Sociedad que también causaron considerables daños materiales en Moorea.

### Demografía
La isla tenía una población de 14.226 habitantes en el censo del 2002 que aumento hasta 17.718 en 2017, distribuidos en las comunas asociadas de Afareaitu, Haapiti, Paopao, Papetoai y Teavaro. Junto con Maiao forma la comuna de Moorea-Maiao con 14.550 habitantes.
La evolución del número de habitantes se conoce a través de los censos de población realizados en el municipio desde 1977. A partir de 2006, el INSEE publica anualmente las poblaciones legales de los municipios, pero la ley de democracia local de 27 de febrero de 2002, en sus artículos dedicados al censo de población, introdujo censos de población cada cinco años en Nueva Caledonia, Polinesia Francesa, Mayotte y las islas Wallis y Futuna, lo que no ocurría antes. Para el municipio, el primer censo exhaustivo bajo el nuevo sistema se realizó en 2002; los censos anteriores tuvieron lugar en 1996, 1988, 1983, 1977 y 1971.

### Bahías

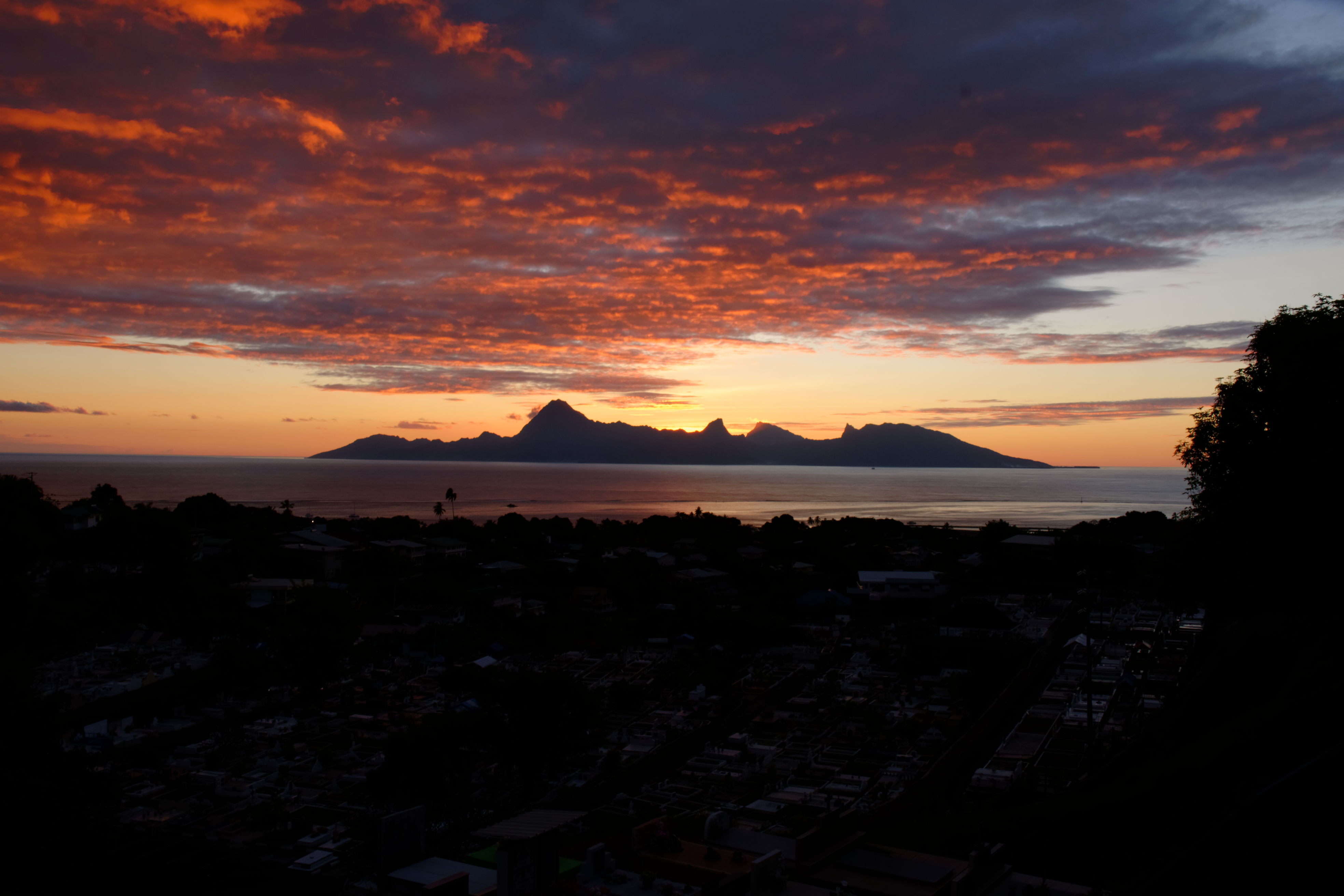
Puesta de sol en Moorea

La vista más famosa de Moorea es la bahía de Cook, donde anclan regularmente los cruceros. Se trata de una bahía con un azul profundo que suele tener yates de vela blancos y en el fondo el Monte Mouaputa, de 830 m de altura, siendo esta probablemente la imagen de los Mares del Sur más fotografiada. Al lado se encuentra la bahía de Opunohu, donde se filmaron muchas tomas exteriores de la película de 1984 The Bounty.
Ambas bahías están conectadas por una empinada y sinuosa carretera panorámica. En el valle de Opunohu, antaño densamente poblado, los indígenas polinesios construyeron numerosas plataformas de culto (marae). Los restos de los lugares de culto se pueden encontrar por todas partes fuera de la carretera, algunos de ellos están señalizados. El Marae Titiroa está rodeado de banianos y fue reconstruido a finales de la década de 1960. A unos cientos de metros se encuentra el Marae Ahu-o-Mahine de varios niveles, también bien conservado. El camino continúa hasta el mirador de Belvédère con vistas al Monte Rotui, la Bahía de Cook y la Bahía de Opunohu.

### Fauna y Flora
Debido a la corta distancia con Tahití y a las similitudes en el clima y la estructura del suelo, la flora de Moorea es comparable a la de Tahití. En la estrecha franja costera predominan las plantas antropócoras, debido al denso asentamiento y a los siglos de uso humano. Sin embargo, en el interior deshabitado y parcialmente inaccesible de la isla han sobrevivido importantes restos de las comunidades vegetales originales. La Universidad de California en Berkeley mantiene un instituto de investigación permanente en Moorea, la Estación Gump, para estudiar la biodiversidad tropical y las interacciones entre los procesos culturales y el ecosistema.

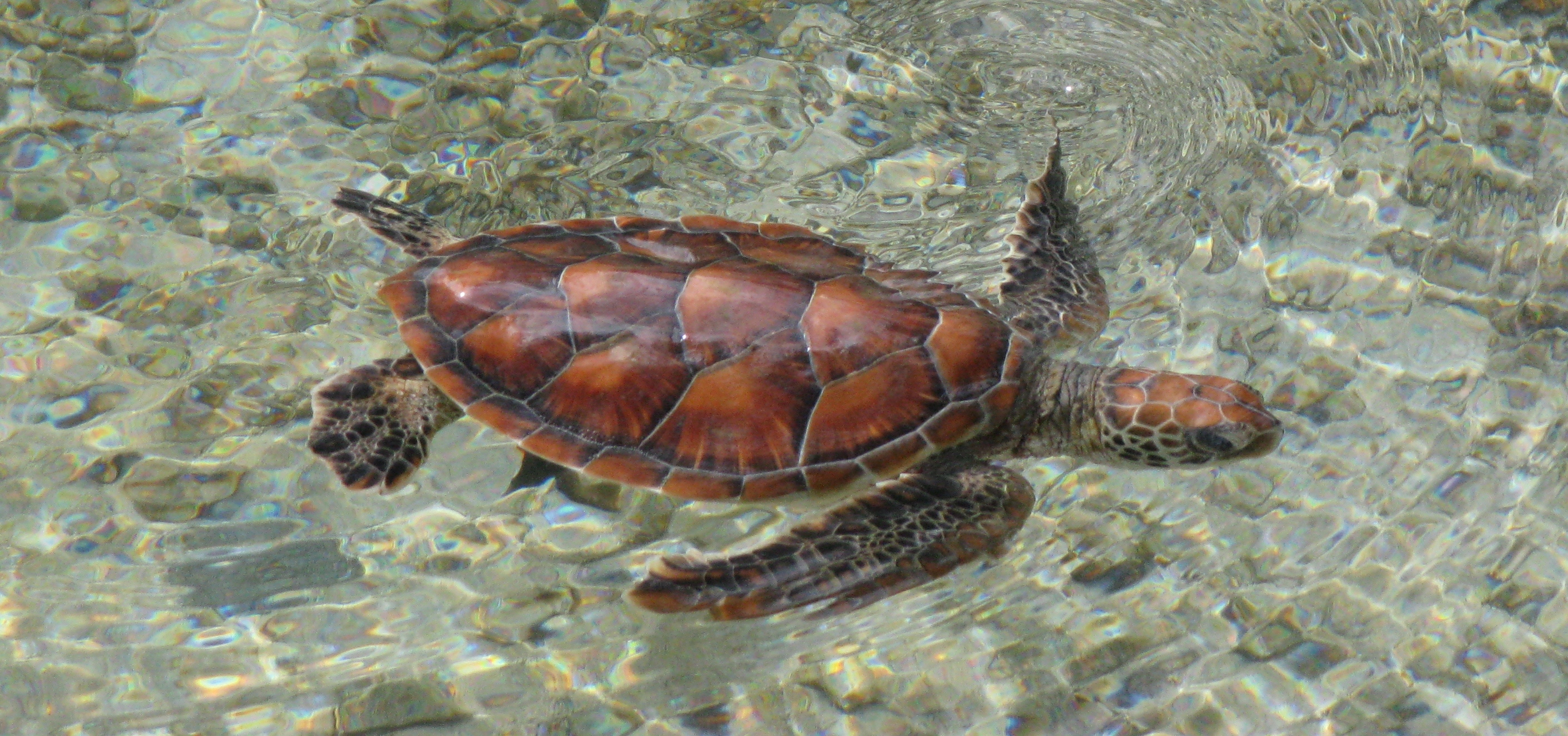
Tortuga Eretmochelys imbricata en la Isla de Moorea

Los mamíferos no existían originalmente en las Islas de la Sociedad; fueron introducidos exclusivamente por los humanos. Los primeros colonos polinesios trajeron perros, cerdos, pollos y la rata del Pacífico como animales para comer, mientras que los europeos introdujeron cabras, vacas, ovejas y caballos. Los animales terrestres autóctonos son sólo insectos, cangrejos terrestres, caracoles y lagartos. 

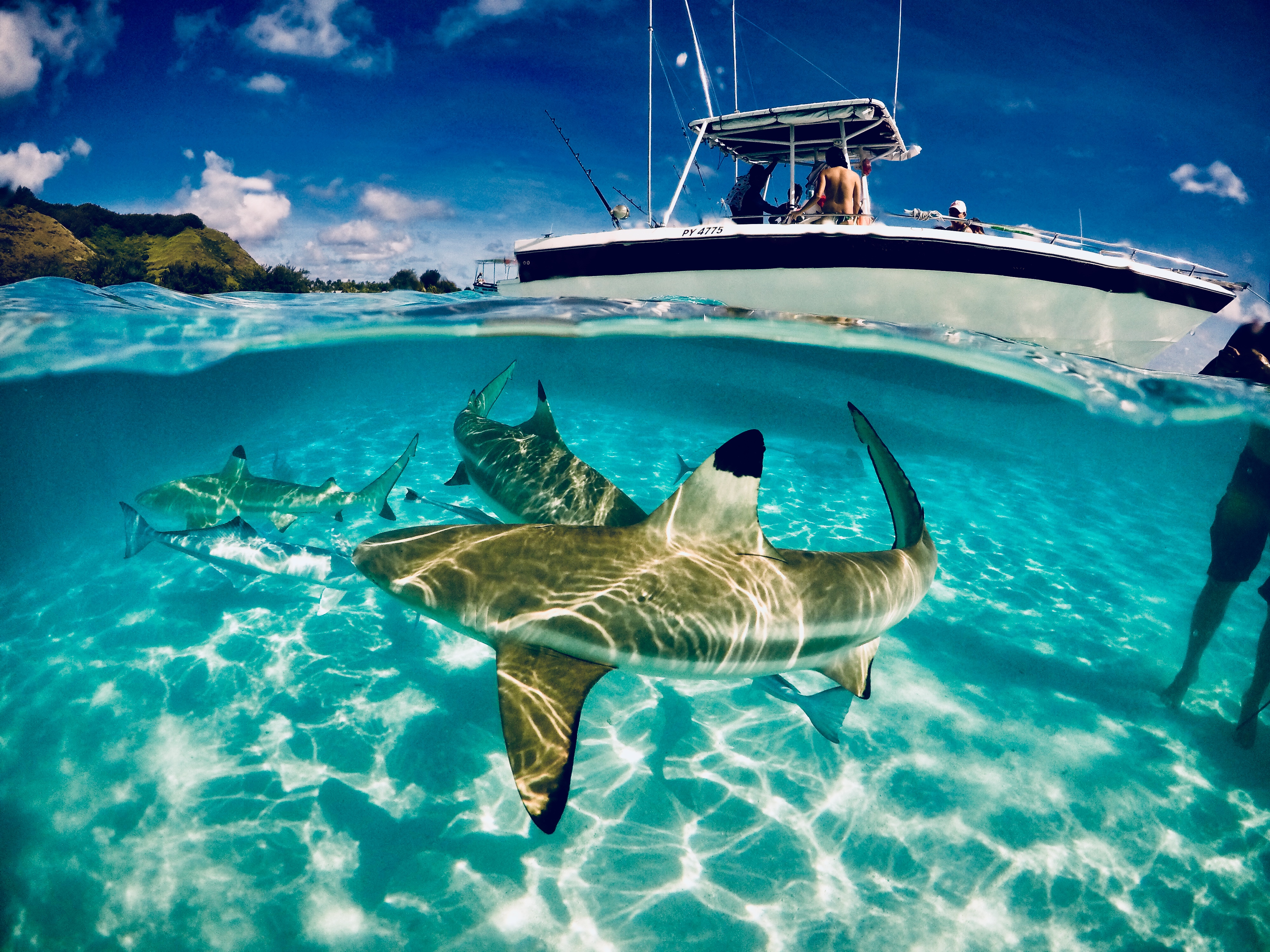
Un Tiburón (Carcharhinus melanopterus) en Moorea

Especialmente de los caracoles arbóreos polinesios del género Partula, existían varios endémicos en Moorea, que fueron aniquilados por el caracol lobo rosado durante las décadas de 1970 a 1990. Hasta la década de 1980, se registró en la isla la curruca de Moorea (Acrocephalus longirostris), una especie endémica. Este pájaro cantor estaba estrechamente emparentado con la curruca de pico largo (Acrocephalus caffer) de Tahití y puede haber sido desplazado por el mirlo pastoral (Acridotheres tristis). Otra especie de ave extinta de Moorea es el correlimos aliblanco (Prosobonia ellisi), del que sólo se conocen dos ejemplares de 1777.
En Moorea no hay animales peligrosos para el ser humano. Las pulgas de arena en la playa y los mosquitos, que están por todas partes en el interior de la isla, pueden ser desagradables. La fauna marina de la laguna y el arrecife de coral es muy rica en especies. Además de más de 500 especies de peces coralinos, los buceadores y los aficionados al buceo pueden observar numerosos moluscos, equinodermos y crustáceos del mar tropical. Detrás del arrecife de borde hay tiburones, rayas, peces espada y tortugas marinas. De julio a octubre, las ballenas jorobadas pasan por la isla. Se ofrece a los turistas la observación de ballenas y delfines.

## Economía
Esta isla es uno de los principales destinos turísticos de la Polinesia Francesa, existiendo en la misma varios Resorts de lujo que permiten a sus visitantes disfrutar de su magnífica y bella laguna.
El transporte a esta isla generalmente se realiza desde Tahití mediante transportes aéreos en vuelos de unos 5 minutos aproximadamente o bien a través de numerosos Ferris que se trasladan desde el puerto de Papeete a Moorea. También es posible contratar un transporte privado en lancha.

Los hoteles de Moorea disponen de los característicos Bungalows en el agua que hacen la delicia de los recién casados y numerosas parejas que se desplazan en busca de uno de los lugares más románticos del Pacífico.

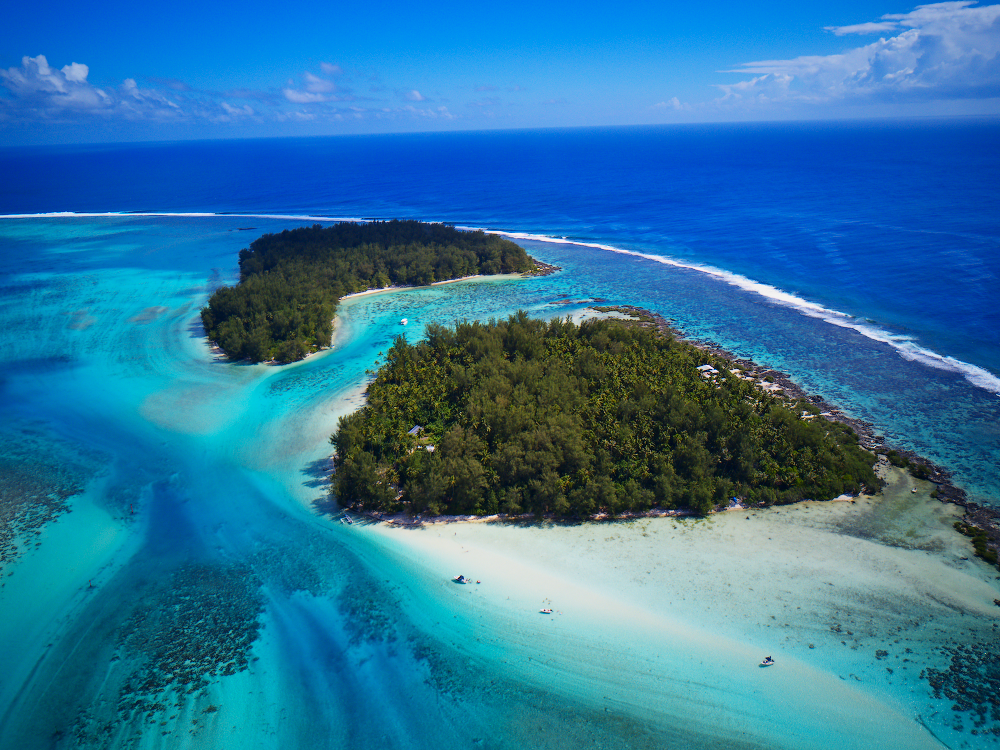
Islotes en la laguna de Moorea

La isla combina numerosas posibilidades ya que dispone de un paisaje montañoso realmente bello y los deportes y actividades acuáticas, siendo la más popular actividad las visitas a la laguna para alimentar rayas y tiburones.

### Turismo
La principal fuente de ingresos es el turismo desde la década de 1960. Una empresa estadounidense construyó en 1961 el Bali Shark Hotel, el primer hotel de lujo de Moorea, en la costa norte, cerca del pueblo de Maharepa. Desde entonces, el turismo no ha dejado de aumentar, de modo que en la actualidad -según afirman algunas guías de viajes- Moorea cuenta incluso con más hoteles turísticos que Tahití. Los complejos hoteleros de todas las categorías, con predominio de los hoteles caros de lujo, se encuentran principalmente en la costa norte y noroeste. Aquí también se encuentran las playas más bonitas de la isla. De vez en cuando, Moorea recibe la visita de cruceros.
En opinión de muchos viajeros, Moorea es la isla más bella de la Polinesia, por lo que apenas hay un crucero por los Mares del Sur que no incluya Moorea en su programa. El explorador inglés William Ellis ya escribió sobre ella en el siglo XVIII:

"Imaio [Moorea] es sin duda la más atractiva de las Islas de la Sociedad. Su vista es verdaderamente romántica, y se presenta con una variedad de paisajes tan deliciosa que apenas puede describirse".

- William Ellis
En Afareaitu hay dos cascadas, aunque su volumen disminuye durante la temporada de invierno, cuando el agua es más bien escasa.
En la costa oeste, se ha reconstruido una aldea polinesia tradicional, la Aldea Tiki, para satisfacer las necesidades del turismo. Además de los espectáculos de danza y las demostraciones de artesanía polinesia, también hay tiendas de recuerdos.
La mayoría de las playas de la costa noroeste pertenecen a hoteles y no están abiertas al público. En la costa noreste, en Temae, cerca del aeródromo, hay una playa pública.

La carrera llamada Maratón de Moorea, que se celebra anualmente en febrero, es promocionada por la industria turística como la más bella del mundo. Otro evento deportivo internacional es el Triatlón de Aitoman, que se celebra en octubre de cada año.

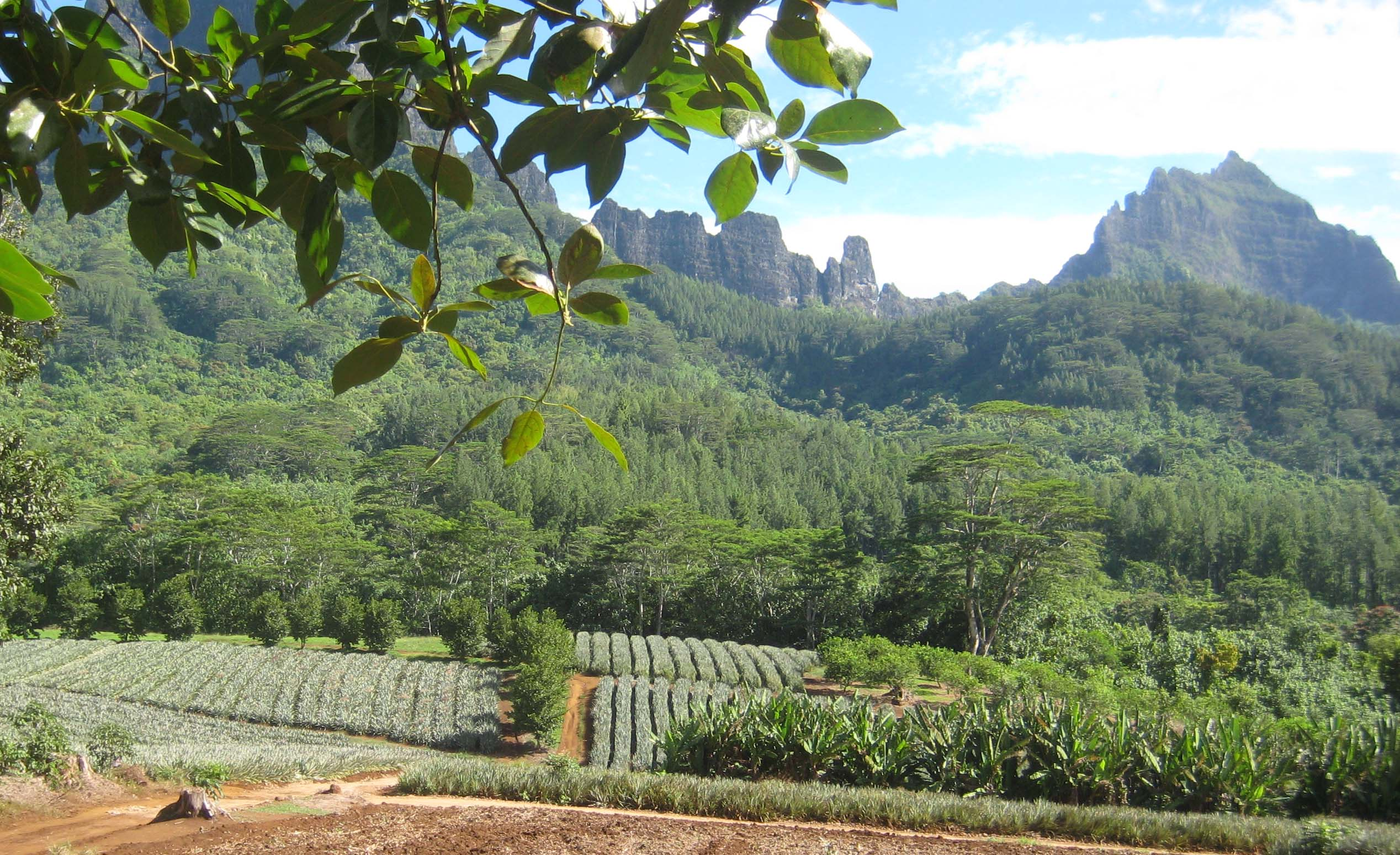
Cultivo de piñas en Moorea

### Agricultura
Hasta finales del siglo XX, el café se seguía cultivando en Moorea. Debido a la caída de los precios del café, esto ya no es rentable y el cultivo de productos agrícolas de exportación se ha cambiado a la piña y a la codiciada vainilla de Tahití. Algunas pequeñas explotaciones familiares siguen produciendo copra de forma tradicional. El fruto del pan, el ñame, el taro, las batatas, los plátanos, los cocos y otras frutas tropicales y subtropicales se cultivan para el consumo doméstico y las cocinas de los hoteles. La pesca sigue desempeñando un papel importante, aunque decreciente, en la economía de la isla.

## Infraestructura
El aeródromo de Moorea, situado en el noreste, cuenta con una pista de aterrizaje asfaltada de 1.200 metros y un pequeño edificio terminal. Desde aquí hay vuelos varias veces al día a Tahití (a pocos minutos de vuelo), Huahine, Raiatea y Bora Bora.
Un catamarán transbordador va desde el puerto de Vaiare, en el este, hasta Papeete.
Un autobús público, Le Truck, un camión convertido en autobús, recorre los aproximadamente 60 kilómetros de la circunvalación. No hay horarios ni paradas fijas, el autobús se detiene cuando y donde los pasajeros quieren. Sirve a los habitantes sobre todo como lanzadera hacia el ferry a Tahití.
Moorea cuenta con una buena infraestructura, sobre todo para satisfacer las necesidades del turismo,empezando una oficina de correos y un banco (algunos hoteles también disponen de ventanillas bancarias con cajeros automáticos), médicos, farmacias y ambulancias locales, pequeños centros comerciales, una comisaría de la gendarmería nacional, escuelas y otras instituciones educativas.

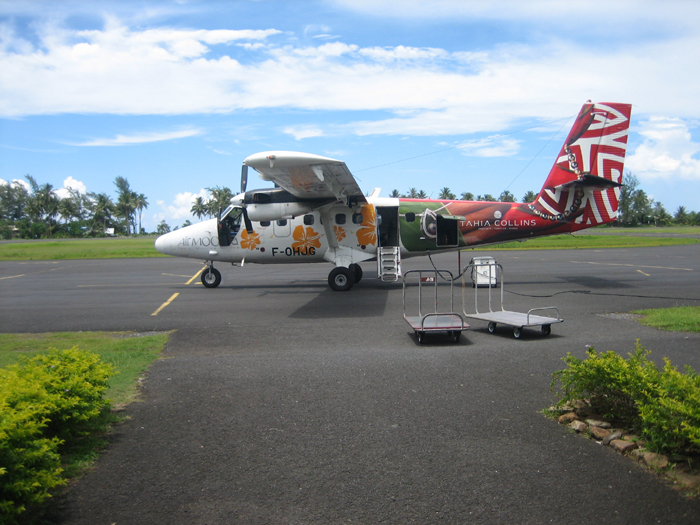
Avioneta operada por Air Moorea en el Aeropuerto local

### Instalaciones de investigación
La Universidad de California en Berkeley mantiene la Estación de Investigación Richard B. Gump del Pacífico Sur en la costa oeste de la Bahía de Cook. La estación Gump también alberga el Sitio de Investigación Ecológica a Largo Plazo del Arrecife de Coral de Mo'orea (MCR LTER), que forma parte de una red establecida por la Fundación Nacional de Ciencias en 1980 para apoyar la investigación de fenómenos ecológicos a largo plazo. El LTER del Arrecife de Coral de Mo'orea se convirtió en el 26.º sitio de la red en septiembre de 2004.

La École pratique des hautes études (EPHE) francesa y el Centre national de la recherche scientifique (Centro Nacional de Investigación Científica; CNRS) mantienen una estación de investigación al final de la bahía de 'Ōpūnohu. Este Centre de Recherches Insulaires et Observatoire de l'Environnement (Centro de investigación insular y observatorio del medio ambiente) es un lugar de investigación para varios proyectos internacionales, entre ellos el seguimiento de los arrecifes de coral en toda la Polinesia Francesa, así como el seguimiento de la población de peces en el transecto Tīahurā del arrecife de Mo'orea.

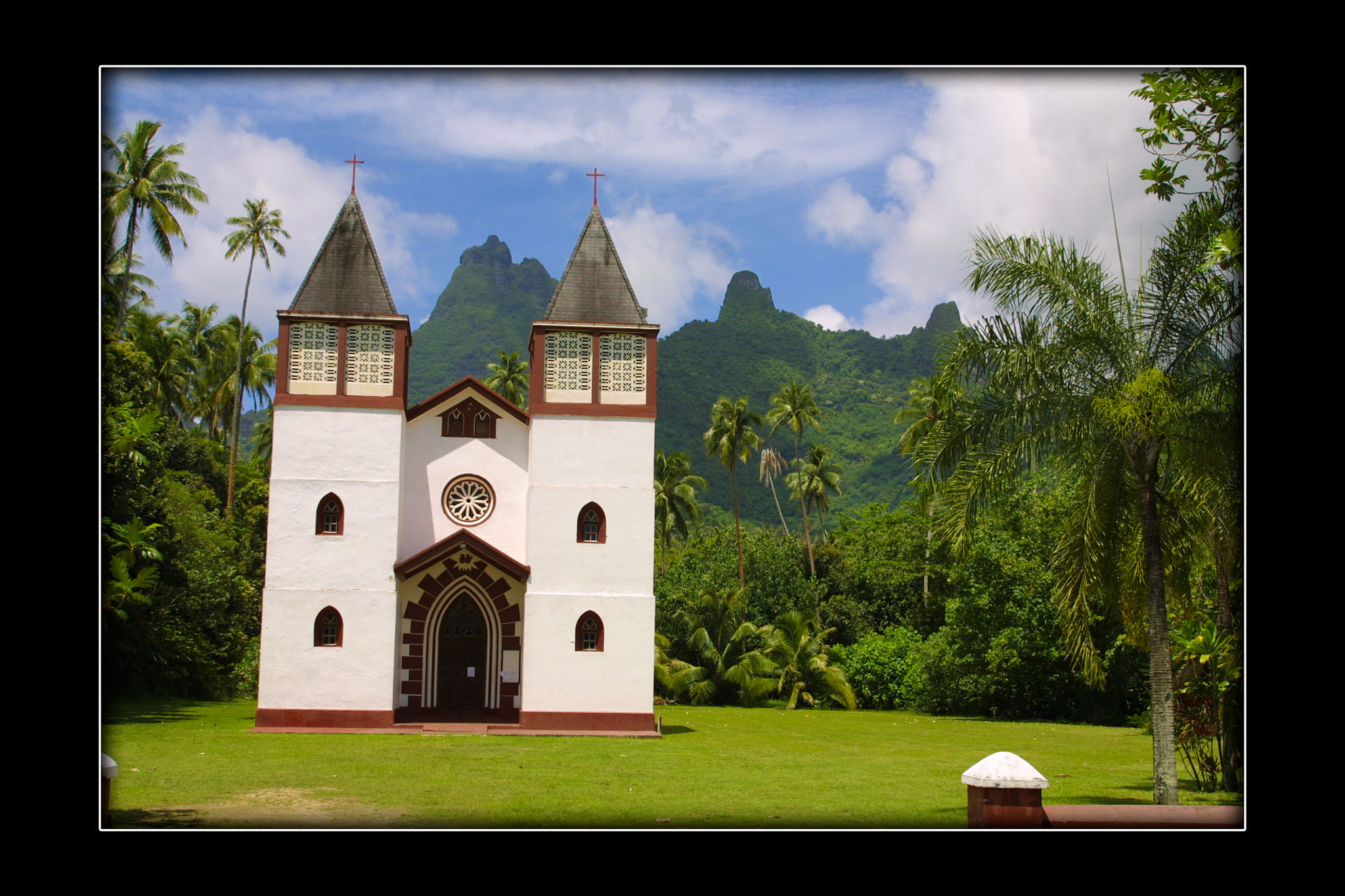
Iglesia de la Sagrada Familia en Haapiti (Église de la Sainte-Famille)

## Religión
La mayor parte de la población local está afiliada al cristianismo, esto es una consecuencia de la colonización europea y de la actividad de grupos misioneros tanto de la Iglesia Católica como de diversos grupos protestantes. La Iglesia católica controla 4 edificios de iglesias y un centro religioso en la Isla, todas bajo la jurisdicción de la Arquidiócesis metropolitana de Papeete con sede en la Isla de Tahití:
La Iglesia de San José en Paopao (Église Saint Joseph),  la Iglesia de la Sagrada Familia en Haapiti (Église de la Sainte-Famille), la Iglesia de San Miguel en Papetoai (Église de Saint-Michel) la Iglesia de San Patricio en Afareaitu (Église de Saint-Patrice) y el Centro Religioso San Francisco Javier en Varari (Centre religieux Saint-François-Xavier)
Cerca de Afareaitu se encuentra la plataforma de culto más antigua de Moorea, el Marae Umarea, construido alrededor del año 900 d. C., con su recinto de grandes losas de coral directamente sobre la laguna.